# 얀레나르트 슈트루프

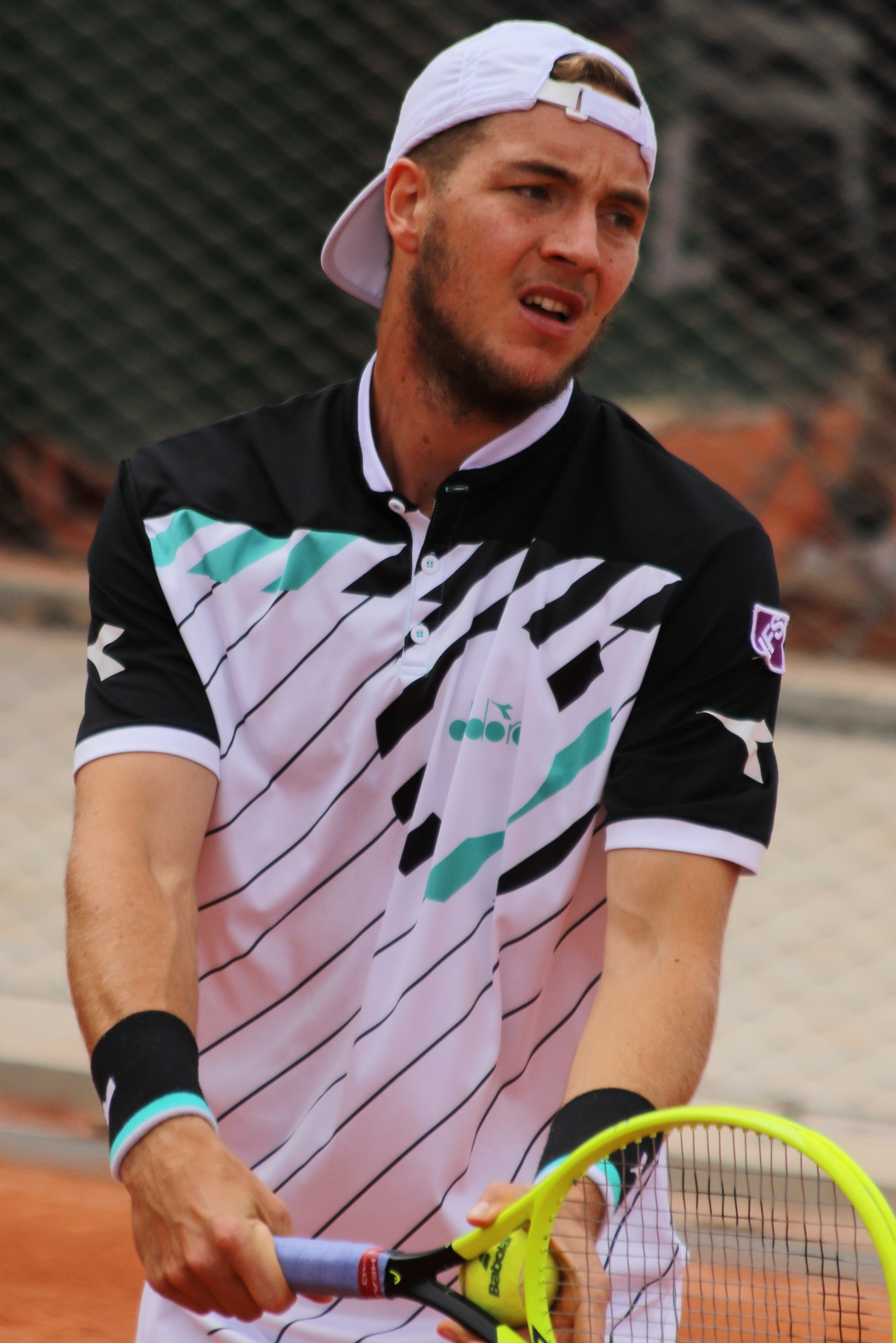
2019년 프랑스 오픈에서의 슈트루프 선수

얀레나르트 슈트루프(독일어: Jan-Lennard Struff, 1990년 4월 25일~)는 독일의 테니스 선수이다. 노르트라인베스트팔렌주의 바르슈타인(Warstein) 출신이다. 2020년 기준 최고 랭킹 단식 29위, 복식 21위이다.
그는 2020년 오스트레일리아 오픈에서 노바크 조코비치에게 1회전에서 3 대 1로 패했다.